# Valencia CF
Valencia Club de Fútbol este un club de fotbal din prima divizie a ligii spaniole de fotbal. Fondat în 1919, Valencia CF este localizat în orașul Valencia din Spania. Stadionul echipei, deschis în 1923, are o capacitate de 53.000 locuri.
Valencia CF a câștigat ultimul titlu în mai 2004, al șaselea din istoria clubului. În clasamentul all-time al LFP se află pe locul al patrulea, jucând in 82 dintre cele 86 de ediții ale Campionatului Spaniol de fotbal.
Ocupă locul al 23-lea în lista celor mai valoroase cluburi din lume, valorând 186 de milioane de Euro, fiind a cincea din Spania. Clubul are 44.962 de acționari, după modelul Socíos, 39.251 de abonați și mai mult de 500 de peñas (Asociații de suporteri) în Spania, dar și în țări precum Germania, Franța, SUA sau altele.
Este al patrulea cel mai susținut club din Spania (3,5%), după Real Madrid (37,9%), FC Barcelona (25,4%) și Atlético de Madrid (6,1%). 

## Lotul sezonului 2025-2026
Conform site-ului oficial www.valenciacf.es
La 16 august 2025.
| Nr. |                   | Poziție | Jucător                             |
| --- | ----------------- | ------- | ----------------------------------- |
| 1   | Macedonia de Nord | P       | Stole Dimitrievski                  |
| 2   | Portugalia        | F       | Thierry Correia                     |
| 3   | Spania            | F       | José Copete                         |
| 4   | Guineea           | F       | Mouctar Diakhaby (al 4-lea căpitan) |
| 5   | Spania            | F       | César Tárrega                       |
| 6   | Spania            | F       | Hugo Guillamón                      |
| 7   | Țările de Jos     | A       | Arnaut Danjuma                      |
| 8   | Spania            | M       | Javi Guerra                         |
| 9   | Spania            | A       | Hugo Duro                           |
| 10  | Portugalia        | M       | André Almeida                       |
| 11  | Spania            | A       | Luis Rioja                          |
| 13  | Spania            | P       | Cristian Rivero                     |

| Nr. |           | Poziție | Jucător                                               |
| --- | --------- | ------- | ----------------------------------------------------- |
| 14  | Spania    | F       | José Gayà (căpitan)                                   |
| 16  | Spania    | A       | Diego López                                           |
| 17  | Spania    | A       | Alberto Marí                                          |
| 18  | Spania    | M       | Pepelu (al 3-lea căpitan)                             |
| 19  | Spania    | A       | Dani Raba                                             |
| 20  | Guadelupa | F       | Dimitri Foulquier (vice-căpitan)                      |
| 21  | Spania    | F       | Jesús Vázquez                                         |
| 22  | Franța    | M       | Baptiste Santamaria                                   |
| 23  | Elveția   | M       | Filip Ugrinić                                         |
| 24  | Elveția   | F       | Eray Cömert                                           |
| 25  | Spania    | P       | Julen Agirrezabala (împrumutat de la Athletic Bilbao) |
|     | Spania    | M       | Sergi Canós                                           |

### Împrumutați
| Nr. |        | Poziție | Jucător                                            |
| --- | ------ | ------- | -------------------------------------------------- |
|     | Spania | F       | Iker Córdoba (la Mirandés până pe 30 iunie 2026)   |
|     | Turcia | F       | Cenk Özkacar (la 1. FC Köln până pe 30 iunie 2026) |

## Palmares și statistici

### Titluri și trofee
| Competiții naționale | Competiții europene |
| - La Liga (6) : - Campioni : 1942, 1944, 1947, 1971, 2002, 2004. - Vice-campioni : 1948, 1949, 1953, 1972, 1990, 1996. - Copa del Rey (8) : - Câștigători : 1941, 1949, 1954, 1967, 1979, 1999, 2008, 2019. - Supercupa Spaniei (1) : - Câștigători : 1999. - Finalistă : 2002, 2004, 2008. - Segunda División (2) : - Campioni : 1931, 1987. - Copa Eva Duarte (1) : - Câștigători : 1949. - Finalistă : 1947 | - Liga Campionilor : - Finalistă (2) - 2000, 2001 - Europa League : - Câștigători (1) - 2004 - Semifinala (3) : 2012, 2014 2019 - Supercupa Europei : - Câștigători (2) - 1980, 2004 - Cupa Cupelor : - Câștigători (1) - 1980 - Cupa Orașelor Târguri : - Câștigători (2) - 1962, 1963 - Finalistă (1) - 1964 - Cupa UEFA Intertoto : - Câștigători (1) - 1998 |

### Coeficientul UEFA
Coeficientul UEFA este utilizat la tragerea la sorți a competițiilor continentale organizate de Uniunea Asociațiilor Europene de Fotbal. Pe baza performanței cluburilor la nivel european timp de cinci sezoane, acest coeficient este calculat folosind un sistem de puncte și este stabilit un clasament. La sfârșitul sezonului 2018-2019, Valencia se afla pe locul al treizeci și nouălea.
| Rang | Club              | Coeficient |
| ---- | ----------------- | ---------- |
| 27   | Sporting Lisabona | 43.000     |
| 28   | FC Basel          | 42.500     |
| 29   | Valencia CF       | 40.000     |
| 30   | FC Copenhaga      | 37.000     |
| 31   | Dinamo Kiev       | 37.000     |

### Finale
| Finale jucate de Valencia în Cupele Naționale | Finale jucate de Valencia în Cupele Naționale | Finale jucate de Valencia în Cupele Naționale | Finale jucate de Valencia în Cupele Naționale | Finale jucate de Valencia în Cupele Naționale | Finale jucate de Valencia în Cupele Naționale | Finale jucate de Valencia în Cupele Naționale | Finale jucate de Valencia în Cupele Naționale | Finale jucate de Valencia în Cupele Naționale | Finale jucate de Valencia în Cupele Naționale | Finale jucate de Valencia în Cupele Naționale | Finale jucate de Valencia în Cupele Naționale | Finale jucate de Valencia în Cupele Naționale | Finale jucate de Valencia în Cupele Naționale | Finale jucate de Valencia în Cupele Naționale | Finale jucate de Valencia în Cupele Naționale | Finale jucate de Valencia în Cupele Naționale | Finale jucate de Valencia în Cupele Naționale | Finale jucate de Valencia în Cupele Naționale |
| Cupa Spaniei                                  | Cupa Spaniei                                  | Cupa Spaniei                                  | Cupa Spaniei                                  | Cupa Spaniei                                  | Cupa Spaniei                                  | Cupa Spaniei                                  | Cupa Spaniei                                  | Cupa Spaniei                                  |                                               | Supercupa Spaniei                             | Supercupa Spaniei                             | Supercupa Spaniei                             | Supercupa Spaniei                             | Supercupa Spaniei                             | Supercupa Spaniei                             | Supercupa Spaniei                             | Supercupa Spaniei                             | Supercupa Spaniei                             |
| Câștigători                                   | Câștigători                                   | Câștigători                                   | Câștigători                                   |                                               | Pierdanți                                     | Pierdanți                                     | Pierdanți                                     | Pierdanți                                     | Câștigători                                   | Câștigători                                   | Câștigători                                   | Câștigători                                   |                                               | Pierdanți                                     | Pierdanți                                     | Pierdanți                                     | Pierdanți                                     |                                               |
| Anul                                          | Campioni                                      | Scor                                          | Adversar                                      | Anul                                          | Finalistă                                     | Scor                                          | Adversar                                      | Anul                                          | Campioni                                      | Scor                                          | Adversar                                      | Anul                                          | Finalistă                                     | Scor                                          | Adversar                                      |                                               |                                               |                                               |
| --------------------------------------------- | --------------------------------------------- | --------------------------------------------- | --------------------------------------------- | --------------------------------------------- | --------------------------------------------- | --------------------------------------------- | --------------------------------------------- | --------------------------------------------- | --------------------------------------------- | --------------------------------------------- | --------------------------------------------- | --------------------------------------------- | --------------------------------------------- | --------------------------------------------- | --------------------------------------------- | --------------------------------------------- | --------------------------------------------- | --------------------------------------------- |
| 1941                                          | Valencia                                      | 3 - 1                                         | Espanyol                                      | 1934                                          | Valencia                                      | 1 - 2                                         | Real Madrid                                   | 1999                                          | Valencia                                      | 4 - 3                                         | Barcelona                                     | 2002                                          | Valencia                                      | 0 - 4                                         | Deportivo                                     |                                               |                                               |                                               |
| 1949                                          | Valencia                                      | 1 - 0                                         | Athletic Bilbao                               | 1944                                          | Valencia                                      | 0 - 2                                         | Athletic Bilbao                               |                                               |                                               |                                               |                                               | 2004                                          | Valencia                                      | 2 - 3                                         | Zaragoza                                      |                                               |                                               |                                               |
| 1954                                          | Valencia                                      | 3 - 0                                         | Barcelona                                     | 1945                                          | Valencia                                      | 2 - 3                                         | Athletic Bilbao                               |                                               |                                               |                                               |                                               | 2008                                          | Valencia                                      | 5 - 6                                         | Real Madrid                                   |                                               |                                               |                                               |
| 1967                                          | Valencia                                      | 2 - 1                                         | Athletic Bilbao                               | 1946                                          | Valencia                                      | 1 - 3                                         | Real Madrid                                   |                                               |                                               |                                               |                                               |                                               |                                               |                                               |                                               |                                               |                                               |                                               |
| 1979                                          | Valencia                                      | 2 - 0                                         | Real Madrid                                   | 1952                                          | Valencia                                      | 2 - 4                                         | Barcelona                                     |                                               |                                               |                                               |                                               |                                               |                                               |                                               |                                               |                                               |                                               |                                               |
| 1999                                          | Valencia                                      | 3 - 0                                         | Atlético Madrid                               | 1970                                          | Valencia                                      | 1 - 3                                         | Real Madrid                                   |                                               |                                               |                                               |                                               |                                               |                                               |                                               |                                               |                                               |                                               |                                               |
| 2008                                          | Valencia                                      | 3 - 1                                         | Getafe                                        | 1971                                          | Valencia                                      | 3 - 4                                         | Barcelona                                     |                                               |                                               |                                               |                                               |                                               |                                               |                                               |                                               |                                               |                                               |                                               |
| 2019                                          | Valencia                                      | 2 - 1                                         | Barcelona                                     | 1972                                          | Valencia                                      | 1 - 2                                         | Atlético Madrid                               |                                               |                                               |                                               |                                               |                                               |                                               |                                               |                                               |                                               |                                               |                                               |
|                                               |                                               |                                               |                                               | 1995                                          | Valencia                                      | 1 - 2                                         | Deportivo                                     |                                               |                                               |                                               |                                               |                                               |                                               |                                               |                                               |                                               |                                               |                                               |
| Finale jucate de Valencia în Cupele Europene  |                                               |                                               |                                               |                                               |                                               |                                               |                                               |                                               |                                               |                                               |                                               |                                               |                                               |                                               |                                               |                                               |                                               |                                               |
| Liga Campionilor UEFA                         | Liga Campionilor UEFA                         | Liga Campionilor UEFA                         | Liga Campionilor UEFA                         |                                               | Cupa UEFA                                     | Cupa UEFA                                     | Cupa UEFA                                     | Cupa UEFA                                     |                                               | Supercupa Europei                             | Supercupa Europei                             | Supercupa Europei                             | Supercupa Europei                             |                                               | Cupa Cupelor UEFA                             | Cupa Cupelor UEFA                             | Cupa Cupelor UEFA                             | Cupa Cupelor UEFA                             |
| Pierdanți                                     | Pierdanți                                     | Pierdanți                                     | Pierdanți                                     | Câștigători                                   | Câștigători                                   | Câștigători                                   | Câștigători                                   | Câștigători                                   | Câștigători                                   | Câștigători                                   | Câștigători                                   | Câștigători                                   | Câștigători                                   | Câștigători                                   | Câștigători                                   |                                               |                                               |                                               |
| Anul                                          | Finalistă                                     | Scor                                          | Adversar                                      | Anul                                          | Campioni                                      | Scor                                          | Adversar                                      | Anul                                          | Campioni                                      | Scor                                          | Adversar                                      | Anul                                          | Campioni                                      | Scor                                          | Adversar                                      |                                               |                                               |                                               |
| 2000                                          | Valencia                                      | 0 - 3                                         | Real Madrid                                   | 2004                                          | Valencia                                      | 2 - 0                                         | Marseille                                     | 1980                                          | Valencia                                      | 2 - 2(ag)                                     | Nottingham                                    | 1980                                          | Valencia                                      | 0 - 0(5-4)                                    | Arsenal                                       |                                               |                                               |                                               |
| 2001                                          | Valencia                                      | 1 - 1(4-5)                                    | Bayern München                                |                                               |                                               |                                               |                                               | 2004                                          | Valencia                                      | 2 - 1                                         | FC Porto                                      |                                               |                                               |                                               |                                               |                                               |                                               |                                               |
| Cupa Orașelor Târguri                         | Cupa Orașelor Târguri                         | Cupa Orașelor Târguri                         | Cupa Orașelor Târguri                         | Cupa Orașelor Târguri                         | Cupa Orașelor Târguri                         | Cupa Orașelor Târguri                         | Cupa Orașelor Târguri                         | Cupa Orașelor Târguri                         | Cupa UEFA Intertoto                           | Cupa UEFA Intertoto                           | Cupa UEFA Intertoto                           | Cupa UEFA Intertoto                           | Cupa UEFA Intertoto                           | Cupa UEFA Intertoto                           | Cupa UEFA Intertoto                           | Cupa UEFA Intertoto                           | Cupa UEFA Intertoto                           |                                               |
| Câștigători                                   | Câștigători                                   | Câștigători                                   | Câștigători                                   |                                               | Pierdanți                                     | Pierdanți                                     | Pierdanți                                     | Pierdanți                                     | Câștigători                                   | Câștigători                                   | Câștigători                                   | Câștigători                                   |                                               | Pierdanți                                     | Pierdanți                                     | Pierdanți                                     | Pierdanți                                     |                                               |
| Anul                                          | Finalistă                                     | Scor                                          | Adversar                                      | Anul                                          | Campioni                                      | Scor                                          | Adversar                                      | Anul                                          | Campioni                                      | Scor                                          | Adversar                                      | Anul                                          | Finalistă                                     | Scor                                          | Adversar                                      |                                               |                                               |                                               |
| 1962                                          | Valencia                                      | 7 - 3                                         | Barcelona                                     | 1964                                          | Valencia                                      | 1 - 2                                         | Real Zaragoza                                 | 1998                                          | Valencia                                      | 4 - 1                                         | Salzburg                                      | 2005                                          | Valencia                                      | 0 - 1                                         | Hamburg                                       |                                               |                                               |                                               |
| 1963                                          | Valencia                                      | 4 - 1                                         | Dinamo Zagreb                                 |                                               |                                               |                                               |                                               |                                               |                                               |                                               |                                               |                                               |                                               |                                               |                                               |                                               |                                               |                                               |

## Antrenori notabili
| Nume               | Perioada         | Trofee   | Trofee   | Trofee   | Trofee        | Trofee        | Trofee        | Trofee        | Trofee        | Total |
| Nume               | Perioada         | Național | Național | Național | Internațional | Internațional | Internațional | Internațional | Internațional | Total |
| Nume               | Perioada         | LL       | CdR      | SC       | UCL           | UCWC          | UEL           | UIC           | USC           | Total |
| ------------------ | ---------------- | -------- | -------- | -------- | ------------- | ------------- | ------------- | ------------- | ------------- | ----- |
| Ramón Encinas Dios | 1939–42          | 1        | 1        | -        | -             | -             | -             | -             | -             | 2     |
| Eduardo Cubells    | 1943–46          | 1        | -        | -        | -             | -             | -             | -             | -             | 1     |
| Luis Casas Pasarín | 1946–48          | 1        | -        | -        | -             | -             | -             | -             | -             | 1     |
| Jacinto Quincoces  | 1948–54          | -        | 2        | 1        | -             | -             | -             | -             | -             | 3     |
| Alejandro Scopelli | 1962–63          | -        | -        | -        | -             | -             | 2             | -             | -             | 2     |
| Edmundo Suárez     | 1966–68          | -        | 1        | -        | -             | -             | -             | -             | -             | 1     |
| Alfredo di Stéfano | 1970–74, 1979–80 | 1        | -        | -        | -             | 1             | -             | -             | -             | 2     |
| Bernardino Pérez   | 1979, 1980–82    | -        | 1        | -        | -             | -             | -             | -             | 1             | 2     |
| Claudio Ranieri    | 1997–99, 2004–05 | -        | 1        | -        | -             | -             | -             | 1             | 1             | 3     |
| Héctor Cúper       | 1999–01          | -        | -        | 1        | -             | -             | -             | -             | -             | 1     |
| Rafael Benítez     | 2001–04          | 2        | -        | -        | -             | -             | 1             | -             | -             | 3     |
| Ronald Koeman      | 2007–08          | -        | 1        | -        | -             | -             | -             | -             | -             | 1     |
| Total              | 1919–2012        | 6        | 7        | 2        | 0             | 1             | 3             | 1             | 2             | 22    |

### Galerie

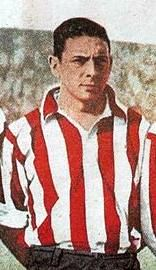
Alejandro Scopelli, the first foreigner to win a trophy with Valencia, the 1962 Fairs Cup.
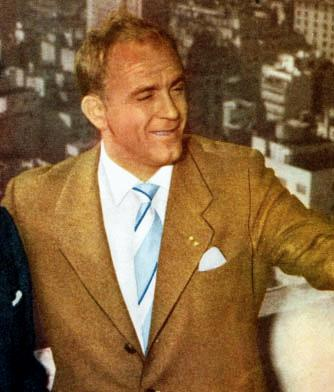
Alfredo Di Stefano had three successful spells with the club.
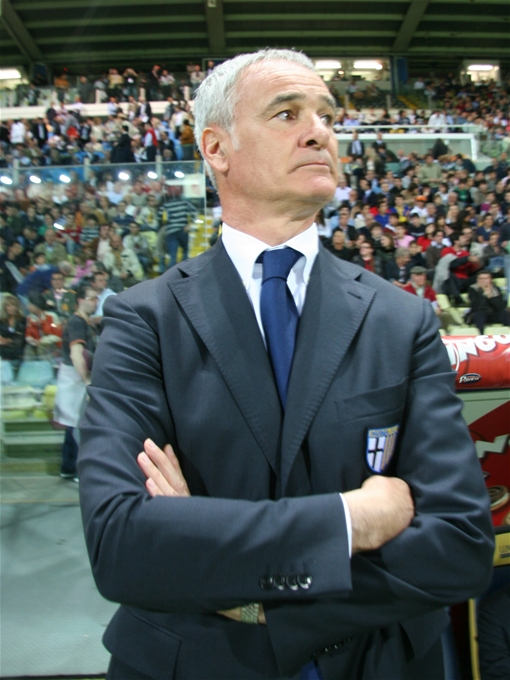
Claudio Ranieri managed Valencia on two occasions with mixed success.
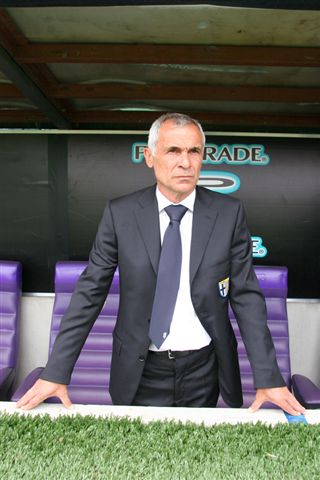
Héctor Cúper tenure saw the club rise back to prominence in European football.
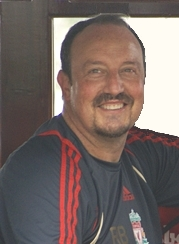
Rafael Benitez, Valencia's most successful manager, with 2 league titles and 1 UEFA Cup over the period of three years.